# Marché de substitution
Un marché de substitution, dans la terminologie du marketing, peut être défini comme le marché d'un produit substituable au produit du marché principal, en l'absence de celui-ci, et qui peut satisfaire le besoin de manière plus ou moins identique (exemple : baguettes et croissants).